# Klinkeon
Klinkeon ist eine osttimoresische Siedlung im Suco Hautoho (Verwaltungsamt Remexio, Gemeinde Aileu).

## Geographie
Der Weiler (Bairo) Klinkeon liegt im äußersten Nordwesten der Aldeia Raemerhei in einer Meereshöhe von 1019 m auf einem Bergrücken. Südlich fließt der Coioial, nördlich ein Zulauf des Flusses. Die Flüsse gehören zum System des Nördlichen Laclós. Die Straße, die durch den Weiler führt, verbindet Klinkeon mit seinem Nachbarort Raemerhei im Westen und über einen weiten Bogen im Nordosten mit Gudanarai im Suco Fadabloco.